# A Voz do Brasil
A Voz do Brasil ("La Voz de Brasil") es un programa de radio gubernamental de Brasil producido por la Empresa Brasil de Comunicação, la emisora pública del país. El programa debe ser transmitido en cualquier intervalo de una hora entre las 7:00 p. m. y las 10:00 p. m. por todas las estaciones de radio brasileñas todas las noches de la semana, excepto los feriados nacionales y otras ocasiones. Es el programa de radio más antiguo del país y el más antiguo del hemisferio sur. 

## Historia
El primer programa de radio nacional en Brasil salió al aire el 22 de julio de 1935, conocido como Programa Nacional. Fue presentado por Luis Jatobá. 
El 3 de enero de 1938, el programa, rebautizado A Hora do Brasil (La Hora de Brasil), se hizo nacional y se convirtió en una emisión obligatoria.  Contó con los discursos y acciones del presidente, inicialmente Getúlio Vargas, así como con programación cultural que incluía música y arte, con un 70 por ciento de la producción musical proveniente de compositores brasileños. El programa fue producido inicialmente por el Departamento Nacional de Propaganda (DNP), que fue reemplazado en 1939 por el Departamento de Prensa y Propaganda. Especialmente después de que Brasilia fuera establecida como capital en 1960, A Hora do Brasil fue conocida por su apertura, recitando la hora en la capital: Em Brasília, 19 horas. Es tal la notoriedad de la línea que cuando un exdirector de Radiobrás publicó un libro sobre su paso por la cadena pública, se tituló Em Brasília, 19 Horas.

### Cambios en 1962
En 1962 vio la aprobación del Código Brasileño de Telecomunicaciones, una ley que regía las telecomunicaciones y la radiodifusión. Bajo el nuevo Código, el programa fue reestructurado y la legislatura tomó la segunda media hora; en 1971 fue retitulado Voz do Brasil .  La entrada de la legislatura al programa abrió la puerta a otras partes del gobierno federal: el poder judicial ahora ocupa los últimos cinco minutos de la primera media hora, y segmentos del Tribunal de Contas da União (TCU) se transmiten los lunes, miércoles y viernes.  Durante el régimen militar de los años setenta y ochenta, el segmento legislativo del programa solía ser el único tiempo de transmisión bajo el control de las fuerzas de oposición, y después del regreso de la democracia, el programa adquirió un formato y enfoque más periodístico.
Posteriormente, el programa fue producido por la Empresa Brasileira de Notícias (EBN) y la Empresa Brasileira de Radiodifusão (Radiobrás). En 2007, el decreto provisional que creó la Empresa Brasil de Comunicação (EBC, "Empresa Brasileña de Comunicación") transfirió la producción de este programa a esta nueva emisora pública.

### Longevidad
En 1995, el Libro Guinness de los Récords Mundiales certificó a A Voz do Brasil como el programa de radio más antiguo de Brasil. 

## Formato

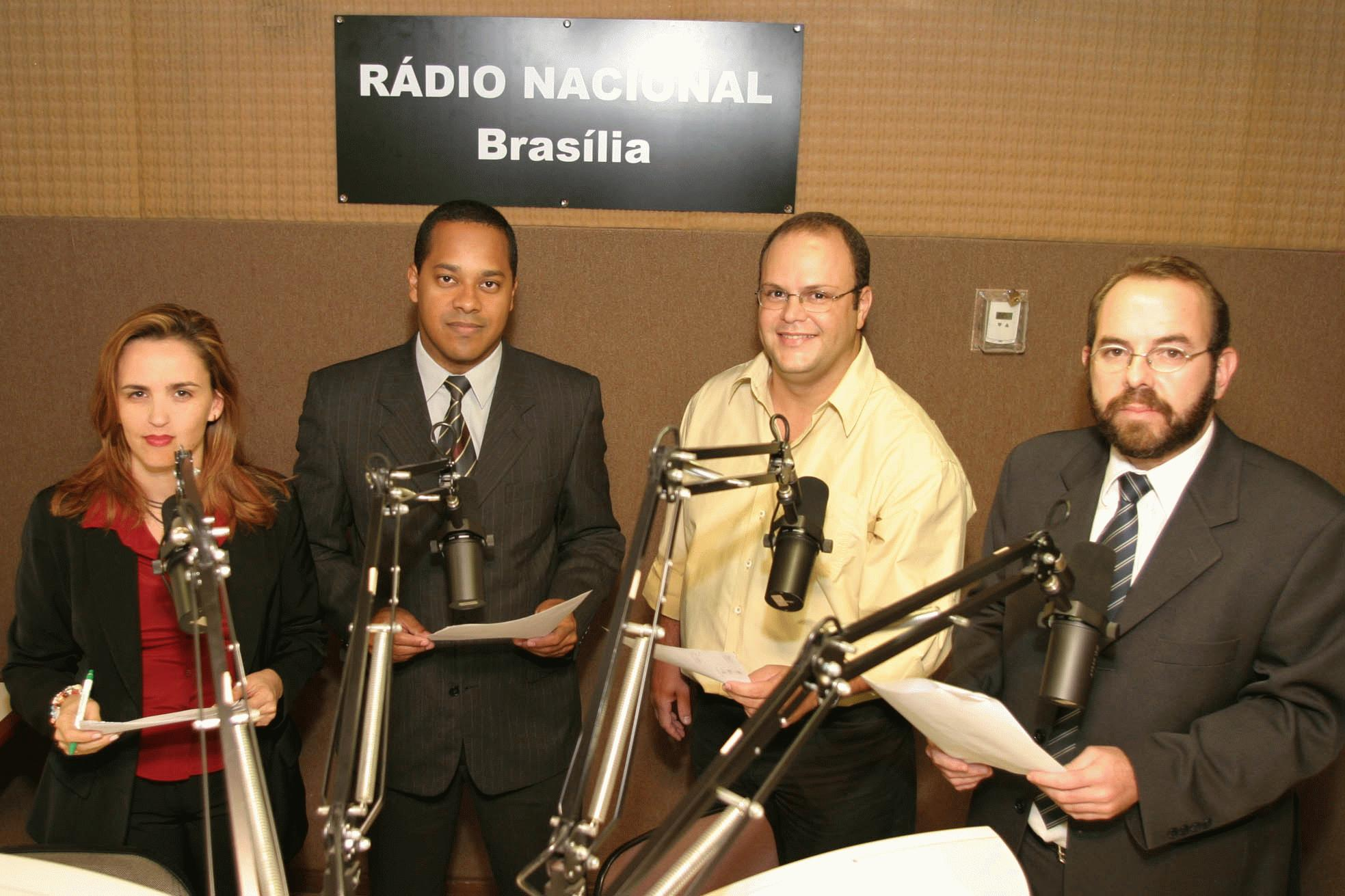
Presentadores de A Voz do Brasil en 2003.

A Voz do Brasil es un programa de una hora dividido en dos componentes. Los primeros 25 minutos se presentan en vivo a través de Embratel y producidos por EBC de Rádio Nacional de Brasília. Este segmento presenta el contenido del poder ejecutivo. El tema de apertura proviene de la ópera Il Guarany de Antônio Carlos Gomes ; Si bien el programa usó el original durante décadas, se ha vuelto a grabar en variantes como samba y capoeira, y más recientemente se encargó una versión clásica para el relanzamiento del programa en 2016. 
Los 35 minutos restantes están pregrabados e insertados por EBC:
- Poder Judicial : Notícias do Poder Judiciário (7:25-7:30)
- Senado : Jornal do Senado (7:30-7:40)
- Cámara de Diputados : Jornal Câmara dos Deputados (7:40-8:00)

Además, el Minuto do TCU de TCU (Minuto de TCU) se transmite los lunes, miércoles y viernes al final del programa.
En 2016, los primeros 25 minutos de A Voz do Brasil se renovaron con un formato que incluía más participación de la audiencia. Además, se introdujeron nuevos anfitriones, Airton Medeiros y Gláucia Gomes. En julio de 2017, Airton y Gláucia fueron reemplazadas por Nasi Brum y Gabriela Mendes, hasta entonces presentadoras ocasionales.

## Disidencia de las emisoras comerciales
La franja horaria de las 19 horas que ocupa A Voz do Brasil y su emisión obligatoria (excepto fines de semana y festivos ) han provocado fricciones con las emisoras comerciales. Estas emisoras consideran que el programa ha perdido relevancia a lo largo de los años con el auge de otros medios. Además, A Voz do Brasil funciona durante la hora punta de la tarde en muchas ciudades grandes, por lo que las estaciones no pueden presentar información de tráfico o actualizaciones de noticias durante el programa. Algunas estaciones han realizado mandatos judiciales preliminares que les permitieron ejecutar el programa temprano en la mañana. Rádio Jovem Pan en Paraná ejecutó el programa a las 5 a. m. durante más de 12 años hasta que su autorización para hacerlo fue revocada en enero de 2012, aunque la estación aún se negó a transmitir A Voz do Brasil en su horario habitual de las 7 p. m..  Además, la Asociación de Radiodifusores de Paraná celebró una orden judicial general, aplicable a todas las estaciones del estado, de 2008 a 2009.  De 2006 a 2010, las estaciones de Rio Grande do Sul también pudieron mover el programa gracias a una mandato judicial obtenido por la asociación de emisoras de ese estado; Las estaciones de Grupo RBS continuaron transmitiendo programación alternativa en transmisiones de Internet y televisión de pago incluso después de que la Corte Suprema Federal cerró la puerta al cambio de tiempo del programa.
En São Paulo, Rádio Metropolitana Paulista fue sancionada con una suspensión obligatoria de un día de programación en 2013 por no tomar A Voz do Brasil en su horario habitual.
Si bien en la Cámara de Diputados se han debatido los intentos de permitir a las estaciones una mayor libertad en la transmisión del programa, las llamadas políticas de "flexibilización" se han promulgado en ocasiones especiales de interés nacional, respondiendo a las peticiones de la Asociación Brasileña de Estaciones de radio y televisión (ABERT) y asociaciones de emisoras estatales. El 12 de junio de 2014, Dilma Rousseff promulgó una medida provisional que permitía a las estaciones transmitir el programa entre las 7 y las 10 p. m., independientemente de si estaban transmitiendo partidos de la Copa Mundial de la FIFA 2014 . Michel Temer autorizó una medida idéntica durante los Juegos Olímpicos de Verano de 2016 y los Juegos Paralímpicos de Verano de 2016 . Finalmente, el 4 de abril de 2018, Temer firmó la Ley 13.644, permitiendo esta medida de manera permanente para todas las estaciones excepto las estaciones educativas y las estaciones legislativas cuando las respectivas legislaturas no estén en sesión.
La reputación negativa de A Voz do Brasil inspiró una función en la aplicación móvil de la estación de radio Paradiso FM, que transmite a Río de Janeiro . Si la aplicación detecta que el usuario está conduciendo por encima del límite de velocidad, impone una "penalización sonora" y somete al usuario a un minuto del programa, que un vocero de la emisora describe como "una pesadilla para todos los brasileños".